# Rhizamoeba
 (février 2025).
Rhizamoebidae
Famille
Genre
Rhizamoeba est un genre d'amibozoaires (amibes) de l'ordre des Leptomyxida (classe des Tubulinea), seul genre de la famille des Rhizamoebidae.

## Étymologie
Le nom de genre Rhizamoeba, composé de rhiza (du grec ρίζα / rhiza), racine), et amiba ou amœba « qui change de forme », littéralement « abimes (avec des) racines ».

## Description
Les Rhizamoeba sont des amibes altérant leur morphologie locomotrice de type limax à flabellée, en forme d'éventail ; l'espèce Rhizamoeba saxonica posséde des collosomes . Elles sont soit uninucléées, soit possèdent un grand nombre de noyaux (moins de 50). Les cellules n'adoptent jamais des formes élargies en forme de comète.

## Habitat
Les espèces de Rhizamoeba ne sont pas rares, mais souvent difficiles à trouver car elles se cachent généralement sous des débris. La plupart des espèces vivent en eau douce ; l'espèce type Rhizamoeba polyura a été découverte en eau de mer dans le Nord-Ouest de l'Océan Atlantique.

## Liste des espèces
Selon IRMNG (4 février 2025) :
- Rhizamoeba polyura Page, 1972 : espèce type[1]
- Rhizamoeba saxonica Page, 1974
- Rhizamoeba schnepfii Kuhn, 1997

Selon Microworld (9 février 2025):
- Rhizamoeba clavarioides (Penard, 1902) Siemensma, 1980
- Rhizamoeba coerulea (Schaeffer, 1926) Siemensma, 1987
- Rhizamoeba matisi Mrva, 2016
- Rhizamoeba polyura Page, 1972 : espèce type
- Rhizamoeba saxonica Page, 1974
- Rhizamoeba timidum (Bovee, 1972) Siemensma, 1987

## Systématique
Le nom valide de ce taxon est Rhizamoeba Page, 1972.
La base de données The Taxonomicon classe ce genre dans la famille des Leptomyxidae.

## Publication originale
- Smirnov, A.; Nassonova, E.; Geisen, S.; Bonkowski, M.; Kudryavtsev, A.; Berney, C.; Glotova, A.; Bondarenko, N.; Dyková, I.; Mrva, M.; Fahrni, J.; Pawlowski, J. (2017). Phylogeny and systematics of leptomyxid Amoebae (Amoebozoa, Tubulinea, Leptomyxida). Protist. 168(2): 220-252. lire